# Driekleurige bremkokermot
De driekleurige bremkokermot (Coleophora saturatella) is een vlinder uit de familie kokermotten (Coleophoridae). De wetenschappelijke naam is voor het eerst geldig gepubliceerd in 1850 door Stainton.
De soort komt voor in Europa.